# Gran Premio Bruno Beghelli 2012
Il Gran Premio Bruno Beghelli 2012, diciassettesima edizione della corsa e valida come evento dell'UCI Europe Tour 2012 categoria 1.1, si svolse il 7 ottobre 2012, per un percorso totale di 196,3 km. Venne vinto dal danese Nicki Sørensen che terminò la gara in 4h31'21", alla media di 43,4 km/h.

## Ordine d'arrivo (Top 10)
| Pos. | Corridore            | Squadra       | Tempo    |
| ---- | -------------------- | ------------- | -------- |
| 1    | Nicki Sørensen       | Saxo Bank     | 4h31'21" |
| 2    | Fabio Felline        | Androni Gioc. | a 12"    |
| 3    | Matteo Rabottini     | Farnese Vini  | s.t.     |
| 4    | Przemysław Niemiec   | Lampre        | s.t.     |
| 5    | Domenico Pozzovivo   | Colnago       | s.t.     |
| 6    | Manuel Belletti      | AG2R La Mon.  | a 17"    |
| 7    | Giairo Ermeti        | Androni Gioc. | s.t.     |
| 8    | Miguel Ángel Rubiano | Androni Gioc. | s.t.     |
| 9    | Sonny Colbrelli      | Colnago       | s.t.     |
| 10   | Andrea Palini        | Team Idea     | s.t.     |